# Tonhål

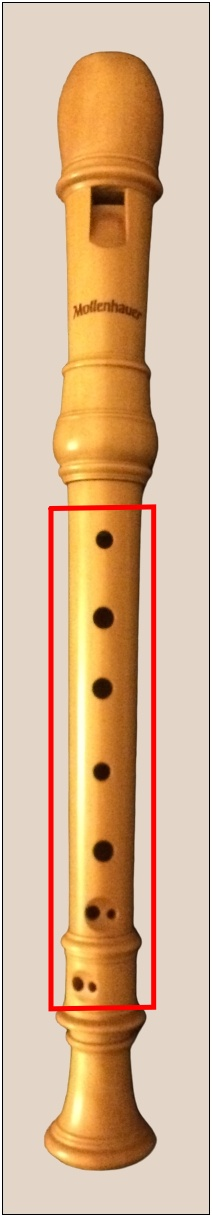
Blockflöjt med tonhålen markerade.

Tonhål är hål i blåsinstrument som öppnas eller stängs med klaffar eller direkt med fingrarna. Tonhålens avstånd från tongeneratorn, d.v.s. munstycke eller läppar, avgör tonhöjden.